# Los Erres
Los Erres es el nombre de una célula criminal, que funge actualmente como principal brazo armado del Cártel de Sinaloa en el estado de Baja California, principalmente presentes en las ciudades de Tijuana y Rosarito. El grupo esta en conflicto con otras organizaciones criminales como el Cártel de Tijuana, siendo común el uso de violencia extrema para intimidar tanto grupos rivales, como a la población civil.

## Historia del grupo
Este grupo delictivo surgió en los tiempos de Teodoro García Simental alias el «Teo» o el «3 Letras» como grupo de sicarios para asesinatos y secuestros. El grupo comenzó como sicarios del grupo de los hermanos Beltrán Cabrera. Estos hombres habrían sido traídos para que Soto Gastélum amplíe su zona de influencia en el narcomenudeo y para combatir a las células de Alfonso Lira Sotelo alias «El Atlante» con quien «El Tigre» y los hermanos Beltrán Cabrera, protagonizaron una sangrienta pugna en la zona.
La cabecilla de esta célula era José Antonio Beltrán Cabrera alias el «R4», quien fue asesinado en Mexicali el 11 de mayo de 2013. Después de que fue asesinado, su hermano Javier Adrián Beltrán Cabrera, alias «Pedrito», tomó el mando del grupo delictivo, y según informes, radica en los Estados Unidos. Su grupo se especializa en robos, secuestros, cobros de cuota a comerciantes, robos de vehículos, entre otros, este último radica aquí mismo en la ciudad de Tijuana. Después de la detención de Danny Ortiz, alias «El Moreno», Los Erres se separaron del CJNG, aliándose con el Cártel de Sinaloa.

### Hechos violentos
El 3 de febrero del 2021 es asesinado a tiros Alfonso Zacarías Rodríguez, regidor y presidente de la Comisión de Seguridad del Cabildo de Tecate, esto por presuntos miembros del entonces brazo armado del CJNG, «Los Erres». Meses después es asesinado el agente Jorge Luis López Núñez de la Fiscalía Especializada en Delitos Contra la Vida, esto en la colonia Cumbres de la delegación Playas de Tijuana. Horas después los asesinos del agente fueron arrestados

### Principales Arrestos
El grupo ha sufrido varios arrestos y golpes desde 2013, pero se han reagrupado y formando alianzas con otros grupos, lo que ha ayudado a la supervivencia del grupo.
También dentro de la célula se encuentra su hermano Isaac Alhiu Chávez Cabrera alias «El Puma», arrestado el 9 de noviembre del 2015.
El 30 de julio del 2020 por medio de una operación quirúrgica y sin efectuar un solo disparó, integrantes de la Guardia Estatal de Seguridad e Investigación de la Fiscalía General del Estado (FGE), lograron la detención de Froylán «N» alias «El Paletas» y/o «Froy». Al momento de la detención el ahora detenido se encontraba en posesión de un fusil de asalto AK-47, así como una bolsa plástica, la cual contenía un peso de aproximadamente 100 gramos de metanfetamina”.